# Apache (tên lửa)
Apache là loại tên lửa hành trình phá đường băng được phát triển bởi Matra BAE Dynamics (MBDA) tại Pháp. Dự án ban đầu là một liên doanh giữa Pháp và Đức từ năm 1983 cho đến năm 1988 khi Đức rút ra khỏi chương trình. Tên lửa được thông qua đưa vào phục vụ năm 2001, đây là loại tên lửa hành trình đầu tiên được đưa vào phục vụ trong lực lượng không quân Pháp. Chính phủ Pháp được tin là đã mua khoảng 100 đến 250 tên lửa loại này. Tên lửa đã được dùng để phát triển phiên bản phái sinh Shadow Storm.

## Thiết kế
Apache sử dụng động cơ tuốc bin phản lực thả từ máy bay như Mirage 2000 hay Rafale. Với tầm bắn tối đa 140–200 km nó sử dụng hệ thống định vị toàn cầu GPS làm hệ thống dẫn đường để bay đến mục tiêu. Đầu đạn của tên lửa chứa 10 đầu đạn con Kriss được thiết kế để phá đường băng, mỗi đầu đạn nặng 50 kg.